# Fran Ventoso
Francisco José Ventoso Alberdi (Reinosa, Cantabria, 6 de mayo de 1982), más conocido como Fran Ventoso, es un ciclista español que fue profesional entre 2004 y 2020.
Debutante como profesional en el año 2004 con el equipo Saunier Duval-Prodir, obtuvo con él sus mayores éxitos, entre ellos una victoria de etapa en la Vuelta ciclista a España de 2006, con llegada en Almendralejo. Tras una temporada en el equipo Andalucía-CajaSur, Ventoso hubo de recalar en 2009 en el modesto equipo italiano Carmiooro-A-Style, tras no ser renovado por su anterior equipo.

## Biografía

### 2004-2007: progresión en el Saunier Duval-Prodir
Tras ser uno de los mejores velocistas españoles durante sus años como amateur, logró ser convocado para correr el Campeonato del Mundo de fondo en carretera sub-23 de 2003, disputado en la ciudad canadiense de Hamilton, en el que obtuvo el 10.º lugar. Unos meses después, Ventoso pasó al campo profesional en la temporada 2004, de la mano del equipo Saunier Duval - Prodir, dirigido por Joxean Fernández Matxin, con el que obtuvo rápidamente una victoria de etapa en el Tour de Catar. Ese mismo año, Ventoso obtuvo dos cuartos puestos en sendas etapas de la Vuelta a Castilla y León, semanas antes de lograr su segunda victoria como profesional en el Campeonato nacional de Estados Unidos, prueba disputada bajo formato Open. A pesar de no obtener victorias en la temporada 2005, Ventoso tuvo la oportunidad de disputar ese año el Giro de Italia y la Vuelta a España por primera vez en su carrera. En la carrera italiana, logró los puestos quinto y sexto en la segunda y tercera etapas, con final en las localidades Santa María del Cedro y Giffoni Valle Piana, respectivamente; por otro lado, Ventoso obtuvo un cuarto puesto en la etapa de la Vuelta a España con final en Lloret de Mar. Ventoso no pudo concluir el Giro de Italia, pero sí terminó la Vuelta a España en el 93.er puesto.
La temporada 2006 fue su mejor año hasta ese momento, con victorias en la Euskal Bizikleta -en el sector matutino de la cuarta etapa, con final en Salvatierra-, y, sobre todo, en la Vuelta a España, donde aprovechó el trabajo de su compañero David Millar para anotarse el esprint disputado en Almendralejo. Ese mismo año, Ventoso realizó su primera participación en el Tour de Francia, logrando tres séptimos puestos en sendas llegadas masivas e igual posición en la clasificación por puntos de la carrera. Además, fue convocado por primera vez para disputar el Campeonato Mundial de Ciclismo en Ruta de 2006, en el que finalizó en el 109.º lugar. El año 2007 asistió a un nuevo salto de nivel de Ventoso, con multitud de podios y puestos de honor en las carreras más importantes del calendario internacional, destacando su cuarta posición en la prestigiosa clásica flamenca Gante-Wevelgem, así como tres triunfos de etapa obtenidos en la Vuelta a Castilla y León. Sin embargo, varias caídas durante la disputa del Tour de Francia le obligaron a no tomar la salida en la decimocuarta etapa, con final en la estación de esquí de Plateau de Beille.

### 2008-2009: problemas de dopaje y recuperación personal

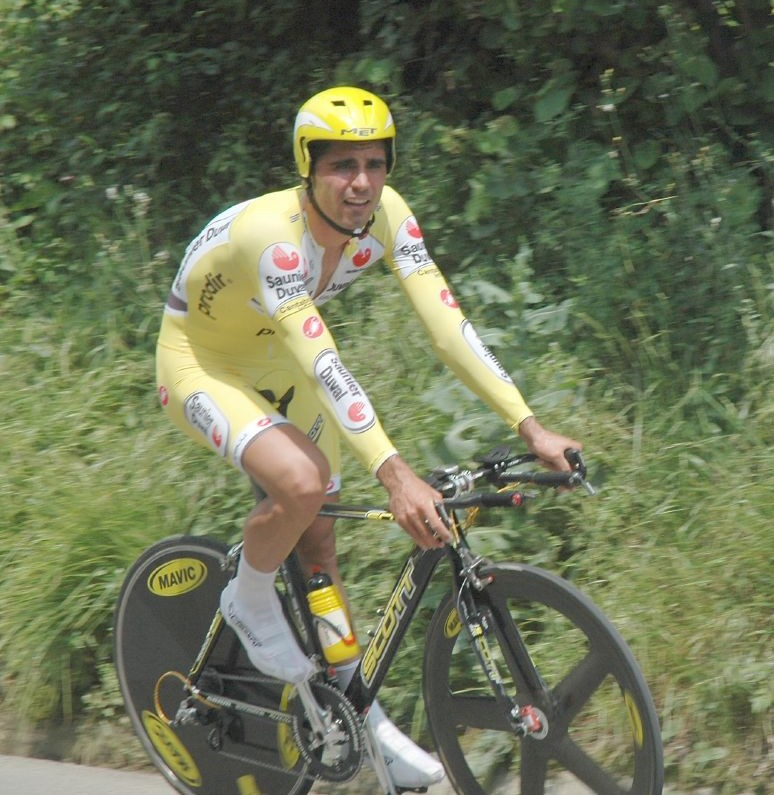
Ventoso durante una contrarreloj individual en la Euskal Bizikleta de 2007.

Tras no ser renovado su contrato con Saunier Duval-Prodir en 2007, Ventoso, ya en el equipo Andalucía-CajaSur, añadió dos nuevos triunfos a su palmarés en 2008, anotándose la llegada masiva de la Vuelta a Castilla y León disputada en Valladolid y siendo el primer líder de la Vuelta a la Rioja, al ganar la primera etapa, con final en Calahorra. Sin embargo, Ventoso tuvo de interrumpir sus competiciones en el mes de junio, al dar positivo por furosemida, un diurético prohibido en los deportistas -ya que puede encubrir la utilización de sustancias dopantes- en un control antidopaje realizado el 28 de mayo. Ventoso fue sancionado por la RFEC con nueve meses de suspensión, sanción la cual fue recurrida por Ventoso, junto al también español Patxi Vila, ante el Tribunal de Arbitraje Deportivo (TAS).

### 2009-2010: en el Carmiooro

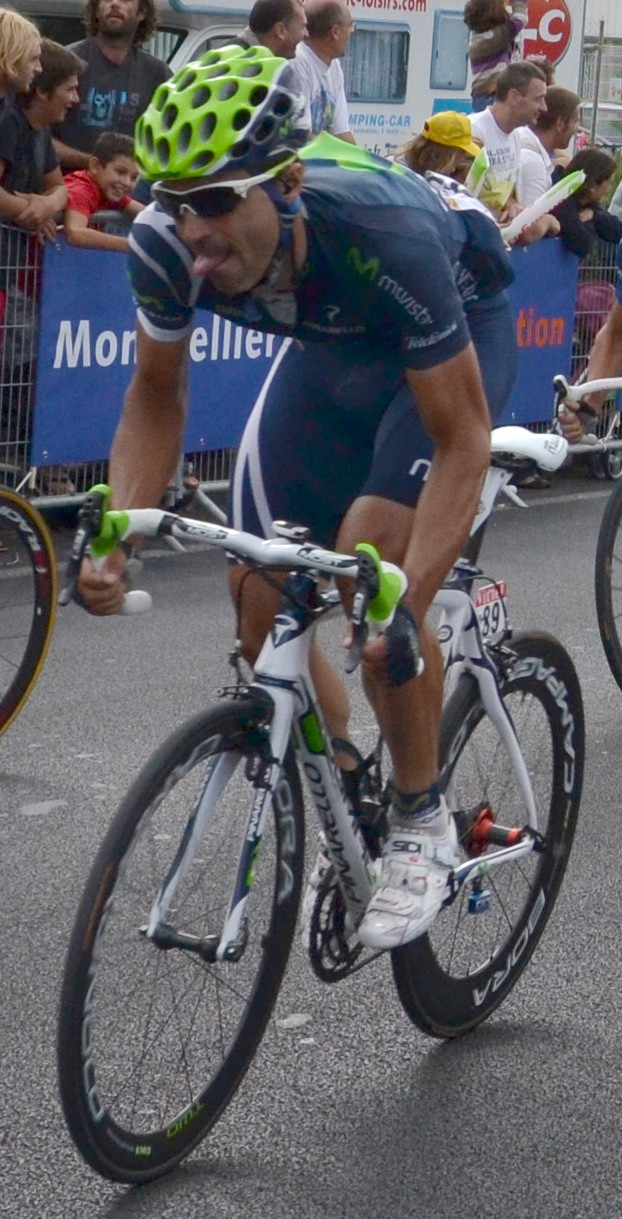
Francisco Ventoso a la llegada de la 15.ª etapa del Tour de Francia 2011.

Este hecho no impidió a Ventoso competir durante toda la temporada 2009 en el nuevo equipo por el que había fichado, el Carmiooro-A Style, disputando numerosas pruebas durante los meses de febrero, marzo y abril de ese año, bajo contrato con dicho equipo italiano. La segunda parte de dicha temporada supuso el retorno de Ventoso a la primera línea del ciclismo mundial, encadenando varios triunfos en la Vuelta a la Comunidad de Madrid -en la que se llevó la llegada masiva de la segunda etapa, con final en Coslada-, la París-Corrèze francesa -donde se hizo con la general final-, el también galo Tour du Gévaudan -donde se hizo con una etapa- y el gerundense del Cinturó de l'Empordá, donde vistió el maillot de líder durante las dos jornadas en que ganó etapa, además de asegurarse la clasificación general en la tercera y última, en la que ayudó a ganar a su compañero de equipo, el italiano Emanuele Sella. Después, a mediados de octubre, ganó el G.P. Bruno Beghelli italiano, su primera victoria en dicho país. Finalizó la temporada ganando el Tour de Hainan donde además ganó una etapa; victoria que se adjudicó tras la penalización de dos minutos hacia Boris Shpilevsky por utilizar una rueda de un corredor de otro equipo tras un pinchazo.
En 2010 Ventoso ganó una etapa de la Vuelta a Andalucía, una en la Ster Elektrotoer, una en la Vuelta a la Comunidad de Madrid y la París-Bruselas. En el campeonato de España fue segundo.

### 2011: vuelta a la élite firmando por el Movistar Team
Francisco Ventoso alcanzó un acuerdo para correr en 2011 con el Movistar de Eusebio Unzué. El ciclista cántabro, de 28 años, está considerado como uno de los mejores esprínteres del pelotón español y acababa de ser seleccionado por José Luis de Santos para el Mundial de fondo en carretera de Melbourne.
En unas declaraciones comentó: "Recordaré este gran día como un punto de inflexión en mi carrera deportiva. Después de pasar por todas las fases por las que puede pasar un deportista, me encuentro de nuevo en lo más alto, representando a mi país en un Mundial y fichando por uno de los mejores equipos del mundo", dijo Ventoso, que cumplirá su segunda participación en un Mundial.
Sobre su fichaje por el Movistar Team, señaló que no puede "estar más contento" por formar parte de "uno de los mejores equipos del mundo". "Estoy súper agradecido a Eusebio Unzue por confiar en mí y devolverme a la categoría Pro Tour. He peleado mucho estos años atrás por recuperar mi sitio y, una vez que lo consigues, sólo queda seguir trabajando y aprovechar la oportunidad", manifestó.
En el Giro de Italia 2011, consiguió en la 6.ª etapa entre Orvieto y Fiuggi Terme imponerse al esprint entre otros a Alessandro Petacchi, Danilo di Luca o Gerald Ciolek, consiguiendo así la segunda victoria española en la ronda italiana.
En el Giro de Italia 2012, consiguió en la 9.ª etapa entre San Giorgio del Sannio y Frosinone imponerse al esprint tras una caída a 400 metros del final, consiguiendo así la primera victoria española en la ronda italiana y su segunda victoria de su carrera en el Giro.

## Palmarés
| 2004 - 1 etapa del Tour de Catar - Philadelphia International 2006 - 1 etapa de la Euskal Bizikleta - 1 etapa de la Vuelta a España 2007 - 3 etapas de la Vuelta a Castilla y León 2008 - 1 etapa de la Vuelta a Castilla y León - 1 etapa de la Vuelta a La Rioja 2009 - París-Corrèze - 1 etapa de la Vuelta a la Comunidad de Madrid - 1 etapa del Tour de Gévaudan Languedoc-Roussillon - Cinturó de l'Empordá, más 2 etapas - Gran Premio Bruno Beghelli - Tour de Hainan, más 1 etapa | 2010 - 1 etapa de la Vuelta a Andalucía - 1 etapa de la Ster Elektrotoer - 2.º en el Campeonato de España en Ruta - 1 etapa de la Vuelta a la Comunidad de Madrid - París-Bruselas 2011 - 1 etapa del Tour Down Under - 1 etapa de la Vuelta a Andalucía - 2 etapas de la Vuelta a Castilla y León - 1 etapa del Giro de Italia 2012 - 1 etapa del Circuito de la Sarthe - 1 etapa del Giro de Italia - Campeonato de España en Ruta - 1 etapa del Tour de Poitou-Charentes |

## Resultados en Grandes Vueltas y Campeonatos del Mundo
Durante su carrera deportiva ha conseguido los siguientes puestos en las Grandes Vueltas y en los Campeonatos del Mundo en carretera:
| Carrera         | Carrera         | 2004 | 2005 | 2006  | 2007 | 2008 | 2009 | 2010 | 2011  | 2012 | 2013 | 2014  | 2015 | 2016 | 2017 | 2018  | 2019 | 2020 |
| --------------- | --------------- | ---- | ---- | ----- | ---- | ---- | ---- | ---- | ----- | ---- | ---- | ----- | ---- | ---- | ---- | ----- | ---- | ---- |
|                 | Giro de Italia  | —    | Ab.  | —     | —    | —    | —    | —    | Ab.   | 92.º | 66.º | 125.º | —    | —    | 94.º | 89.º  | 87.º | —    |
|                 | Tour de Francia | —    | —    | 76.º  | Ab.  | —    | —    | —    | 139.º | —    | —    | —     | —    | —    | —    | —     | —    | —    |
|                 | Vuelta a España | —    | 94.º | 78.º  | —    | —    | —    | —    | —     | —    | —    | —     | 81.º | —    | 92.º | 111.º | 97.º | Ab.  |
| Mundial en Ruta | Mundial en Ruta | —    | —    | 109.º | —    | —    | —    | Ab.  | —     | —    | —    | —     | —    | Ab.  | —    | —     | —    | —    |

—: no participa

Ab.: abandono

## Equipos
- Saunier Duval-Prodir (2004-2007)
- Andalucía-CajaSur (2008)
- Carmiooro (2009-2010)
  - Carmiooro-A Style (2009)
  - Carmiooro-NGC (2010)
- Movistar Team (2011-2016)
- BMC/CCC (2017-2020)
  - BMC Racing Team (2017-2018)
  - CCC Team (2019-2020)